# Réserve botanique de Divo
La Réserve botanique de Divo, créée en 1935, est une aire protégée située dans la région du Lôh-Djiboua, au sud de la Côte d'Ivoire, près de la ville de Divo. Elle s'étend sur une superficie de 6802 hectares.

## Historique
La réserve est créée par décret le 26 octobre 1935. Les limites de la réserve sont modifiées par arrêtés, en 1954 et 1975. Elle se situe à l'Est de la ville de Divo entre les villages de Blé et Kpacossou-Carrefour sur la route Tiassalé et de Divo dans la région du Lôh Djiboua au sud de la Côte d'Ivoire. 
Autrefois, la réserve était constituée de Forêt tropicale semi-sempervirente. Au fil des années, elle subit une déforestation massive liée aux cultures agricoles locales, notamment de cacaoyer, d’hévéa et de palmier à huile. Les cultures massives dégradent une partie importante du couvert forestier de cette région,.
En 2024, la réserve botanique bénéficie d'une restauration. La réserve est gérée par le ministère des Eaux et forêt de Côte d'Ivoire.

## Biodiversité
Selon un inventaire réalisé par le centre national de floristique de l'université Félix Houphouët Boigny en 2023, la réserve comporte 213 espèces d'arbres et 595 espèces végétales. Les espèces d'arbres se trouvent dans les parties restantes de la forêt secondaire dont 52 espèces d'arbres. Aucune forêt primaire n'est présente.
Parmi les espèces d'arbres dans la réserve, on trouve 242 Pterygota macrocarpa, 149 Nesogordonia papaverifera, 74 Entandrophragma angolense. 11% de la réserve botanique est boisée de teck et Gmelina arborea.

## Menace
La réserve botanique de Divo a subi une déforestation importante. La forêt restante fait seulement entre 1 à 2 hectares. La réserve est victime de l'exploitation agricole. La surface totale correspond pour 34% de cacaoyer, 23% de basfonds, 14% de palmier à huile et d'hévéa,.
16 espèces d’arbres sont des espèces menacées sur la Liste rouge de l’Union internationale pour la conservation de la nature. Tieghemella heckelii, une espèce en danger, n'a qu'un seul individu recensé en 2023,.
| Nom du taxon                  | Nombre d’individus | Statut de conservation (UICN) |
| ----------------------------- | ------------------ | ----------------------------- |
| Pterygota macrocarpa          | 242                | VU                            |
| Nesogordonia papaverifera     | 149                | VU                            |
| Entandrophragma angolense     | 74                 | VU                            |
| Sterculia oblonga             | 34                 | VU                            |
| Terminalia ivorensis          | 14                 | VU                            |
| Berlinia occidentalis         | 7                  | VU                            |
| Leplaea cedrata               | 7                  | VU                            |
| Khaya ivorensis               | 6                  | VU                            |
| Garcinia kola                 | 4                  | VU                            |
| Entandrophragma candollei     | 2                  | VU                            |
| Entandrophragma utile         | 2                  | VU                            |
| Cordia platythyrsa            | 1                  | VU                            |
| Milicia regia                 | 1                  | VU                            |
| Tieghemella heckelii          | 1                  | EN                            |
| Vitellaria paradoxa           | 1                  | VU                            |
| Zanthoxylum mezoneurispinosum | 1                  | VU                            |

## Restauration
En 2022, un reboisement 350 hectares de la réserve est réalisé par ICRAF, World Agroforestery et l'ONG Génie Bio, en partenariat avec le gouvernement ivoirien,.
En 2024, un plan de restauration de la Réserve botanique de Divo est élaboré. Il s'agit d'un projet porté par un consortium composé du Center for International Forestry Research et le Centre international pour la recherche en agroforesterie en collaboration avec Botanic Gardens Conservation International, le Centre national de floristique et le Ministère des Eaux et Forêts. La vision de cette restauration est qu'en 2030, la réserve botanique de Divo retrouve sa biodiversité.